# Jhilmar Lora
Carlos Jhilmar Lora Saavedra (Callao, 24 de octubre de 2000) es un futbolista peruano que se desempeña como lateral derecho y su equipo actual es el Club Sporting Cristal de la Liga 1 de Perú. Es internacional con la Selección Peruana desde 2021.
Hizo su debut oficial con el primer equipo a los 19 años, en noviembre de 2019. Al año siguiente obtuvo su primer título como profesional en la temporada 2020, durante la que con el Sporting Cristal sería campeón del torneo. Siguió una temporada más, en la que Lora alcanzó a ganar el Torneo Apertura, Copa Bicentenario y se proclamaría subcampeón del torneo.
Con la selección peruana de fútbol es el primer futbolista más joven en debutar en la Copa América en los años 2000 y el primer jugador nacido en los años 2000 en debutar en una Clasificación de Conmebol para la Copa Mundial de Fútbol. También fue llevado a la Copa América 2021 donde realizó su debut.

## Trayectoria

### Club Sporting Cristal

#### Temporada 2019
Su primer partido en el primer equipo fue el 9 de noviembre del 2019 contra Melgar en la victoria celeste 3-2. En ese partido, Jhilmar Lora debutaría entrando con el dorsal 15 en el minuto 61 por Renzo Revoredo.

#### Temporada 2020
En la temporada 2020, tras firmar su primer contrato profesional y ser ascendido al primer equipo, tuvo su primer partido en la fecha 9 del torneo Apertura, el 31 de agosto del 2020 jugando de titular entrando con el dorsal 32 contra la Academia Deportiva Cantolao en Matute, terminando el partido con un resultado a favor de 6-2. Para la fecha 11, Lora fue llamado con urgencia, ya que tuvo que reemplazar a Renzo Revoredo por una inesperada lesión, Lora jugó de titular en Matute contra Cienciano donde empataron 0-0, en ese partido Lora recibió una amarilla en el minuto 56 y tras una falta a Damián Ísmodes en el minuto 71 el árbitro le amonesto con una tarjeta amarilla más dándole como resultado la tarjeta roja y expulsión por doble amarilla. Tras ese partido fue nuevamente llamado el 8 de octubre del 2020, para la fecha 17 contra Deportivo Municipal en Matute, en ese partido Lora jugó de titular y el técnico Mosquera lo hizo jugar de pivote, fue reemplazado en el minuto 46 por el delantero Christopher Olivares.
Fue nuevamente convocado, esta vez para disputar la última fecha del torneo Clausura donde fue titular jugando de lateral derecho en la victoria 3-2 contra la Academia Deportiva Cantolao y tras este triunfo su equipo clasificó a la definición del torneo. Fue llamado para jugar la definición contra Ayacucho FC en el Monumental el 5 de diciembre del 2020, donde fue suplente en los 90 minutos y suplementarios, en donde su equipo empató 1-1 y perdió 2-3 en los penales.
Su equipo por terminar el 28 de noviembre de 2020 primero con 23 puntos en la Liguilla A, jugó la semifinal con el ganador de la Fase 2, Ayacucho FC. Jhilmar Lora fue convocado para el partido de ida de las semifinales de los Play-offs de la Liga 1 2020 donde fue suplente en los 90 minutos y siendo parte de la victoria 2-1 de Cristal. No fue convocado en la semifinal de vuelta, ni partidos de ida y vuelta de la final; sin embargo sumó su primer título con el primer equipo del club.

#### Temporada 2021
En la temporada 2021, tras un buen comienzo en la Liga 1, el 13 de enero confirmó su renovación hasta fines del 2023. El 18 de enero se realizaron los exámenes médicos y prueba de descarte de COVID-19, el mismo día iniciaron los entrenamientos a doble turno en La Florida. En el inicio del torneo, participó en la victoria de Sporting Cristal por 4-0 contra el Deportivo Binacional, en donde ingresó en el minuto 46 por Nilson Loyola y en el minuto 78 sacó un centro para que Christofer Gonzales remate de cabeza y del 4-0 definitivo, siendo este su primera asistencia de la temporada,días después 1-0 contra Sport Boys, en aquel partido Lora recupero un balón dándole a Irven Ávila para que este asista a Horacio Calcaterra para que marque el único gol del partido y fue escogido el mejor del partido y formó parte del once ideal de la fecha 2 de la Fase 1 de la Liga 1. En la siguiente fecha fue titular en Matute ante Alianza Universidad donde tuvo buena actuación en el triunfo 3-0 y siendo nuevamente elegido en el once ideal de la fecha. Lora jugó de titular el siguiente encuentro ante Deportivo Municipal en Matute donde su equipo ganó 3-1, en ese partido fue sustituido en el minuto 80 por Johan Madrid. Para la jornada 5 jugó contra Universitario en el Nacional ganando 1-0 y jugando de titular en todo el partido y ganado al clásico rival de su club. En la siguiente fecha jugó de titular y su segundo clásico seguido ante Alianza Lima donde su equipo obtuvo la victoria por 2-1, en ese partido Lora fue amonestado con la tarjeta amarilla en el minuto 80 y volviendo aparecer en el once ideal de la fecha. Para el siguiente partido Lora fue puesto de suplente ante Cusco FC y entrando en el minuto 77 por Percy Prado en donde ganaron por 2-1 en ese partido Lora cometió un penal anotado por Christofer Gonzales. Para la jornada 8, Lora fue nuevamente llamado para jugar ante Sport Huancayo en el Estadio Miguel Grau en donde estuvo suplente hasta el minuto 46 donde ingreso por Nilson Loyola en la victoria 2-0 para los celestes. En la última jornada que concluyó la Fase 1 del grupo B se enfrentó a la Universidad César Vallejo donde perdieron 0-3 y un invicto de 8 partidos ganados. En ese partido Jhilmar Lora ingresó en el minuto 46 por Johan Madrid. Su equipo terminó en primer puesto con 24 puntos y avanzó a la Fase 1 de la Liga 1. Tras esto se disputaría la final de la Fase 1 entre Sporting Cristal y San Martín en Matute. Sin embargo, Jhilmar Lora fue convocado para disputar la jornada doble de las Eliminatorias a Catar 2022 haciendo que Johan Madrid ocupe su lugar. Tras concluirse la Fase 1 de la Liga1 Betsson fue incluido en el once ideal de la Fase 1 junto a sus compañeros Omar Merlo y Alejandro Hohberg. Se consagró campeón de la Fase 1 de la Liga 1 con Sporting Cristal.
El 17 de julio, Lora volvió a jugar con el club en la Liga 1 después de estar con la selección de fútbol de Perú en la Copa América 2021, jugando de titular en la fecha 1 de la Fase 2 en el estadio Alejandro Villanueva de visita contra la Academia Cantolao terminando en victoria para el equipo celeste con un resultado de 4-2, además fue elegido en el once ideal de la fecha. Después de ganar la Copa Bicentenario, el viernes 30 de julio se enfrentó al Deportivo Municipal en Matute, en ese partido Jhilmar Lora ingreso al minuto 46 por Percy Prado, donde empataron 1-1 por la tercera fecha. En el siguiente partido por la cuarta fecha jugó de titular contra Universitario de Deportes en el Estadio Nacional, en donde tuvo mucho rendimiento para lograr el gol celeste, en el segundo gol Lora empezó una jugada sobre el sector derecho, con un gran desborde en donde dejó en el camino a Rafael Guarderas. Luego el defensor sacó un taco para habilitar a Christofer Gonzales,quien definió con calidad sobre el borde del área, anotando el segundo en el minuto 41. Lora fue sustituido en el minuto 81 por Johan Madrid, en ese partido Lora fue amonestado con la tarjeta amarilla en el minuto 62 y fue escogido el mejor jugador del partido, el partido concluyó en empate por 2-2, Lora fue incluido en el once ideal de la jornada 4. Para la jornada 5 de la Fase 2 Lora jugó de titular ante Sport Huancayo en Matute ganando 2-1, en el primer gol, Lora inicio la jugada para que luego 4 pases después termine en el primero del partido. Este partido fue una de las victorias más importantes de Lora, ya que con ella se metieron como líderes de esa fecha en la Liga 1. Para el siguiente duelo contra la Universidad César Vallejo en el Estadio Miguel Grau del Callao perdiendo 0-1, en el primer tiempo su equipo se falla un penal y en el minuto 44 le comete una falta a Jorge Luis Emerson Ríos Guevara generándole una tarjeta amarilla y un penal convertido por Jersson Vásquez y siendo el único gol del partido, en el minuto 62, en una pelota que venía de un saque de meta por parte de Carlos Grados, Jhilmar Lora le propinaría un codazo a Elsar Rodas en la cabeza, a lo que el árbitro del partido se daría cuenta y cobraría falta, sin antes mostrarle la segunda tarjeta amarilla al extremo derecho de Sporting Cristal, lo que esto significaría la expulsión del joven futbolista, lo cual no jugaría la siguiente fecha ante Cusco FC en el Estadio Alejando Villanueva. Para la fecha 9 de la Fase 2, Lora vuelve al once titular después de cumplir su sanción de un partido sin jugar por tarjeta roja, jugando ante FBC Melgar terminando en victoria para su equipo con un resultado de 1-0. Tras su llamado de emergencia a la selección peruana, Sporting Cristal no pudo contar con él para un partido postergado de la Fecha 2 contra la Universidad San Martín. Tras llegar el 10 de septiembre a Lima después de estar con la selección para la fecha triple, el técnico Mosquera no lo descartó para el partido del 12 de septiembre ante Alianza Atlético. Fue titular en el partido contra Alianza Atlético jugado en el estadio Miguel Grau del Callao, terminando en victoria con un resultado de 5-2,donde Lora tuvo una pelota con Ramiro Fergonzi en la línea del arco suyo sacando una pelota a medias y terminado en gol de Alianza Atlético, Jeremy Jorge Canela Torres siendo un error. El 17 de septiembre del 2021 fue titular ante la Universidad Técnica de Cajamarca en el estadio Iván Elías Moreno terminando en victoria con un resultado de 6-1, en el minuto 56 dio una asistencia a Marcos Riquelme tras un centro desde el lado derecho del campo dando el 4-0 momento. Fue reemplazado en el minuto 62 por Alejandro González. Lora fue incluido en el once ideal de la jornada 11. El 22 de septiembre fue titular ante el Carlos A. Manucci, terminando en derrota con un resultado de 1-3 siendo este la segunda derrota de su equipo en el Clausura. El 26 de septiembre fue titular en Matute ante Alianza Universidad. Tras su convocatoria a la selección por la fecha triple se perdió los partidos ante Cienciano donde su equipo perdió 2-1 y contra Binacional donde su equipo ganó 4-3. Tras su retorno a Lima el 15 de octubre, se incorporó a los entrenamientos para el partido ante Ayacucho FC el 17 de octubre. Fue suplente en el partido contra Ayacucho FC  jugado en el estadio Monumental terminando en victoria con un resultado de 1-0, Lora entró en el minuto 64 en reemplazo de Nilson Loyola. El 24 de octubre del 2021, Lora fue titular ante Alianza Lima en el Estadio Nacional terminando en victoria con un resultado de 3-1, quitándole el invicto a Alianza de 19 partidos sin perder, lo cual también fue importante para que su equipo sumase puntos en la tabla acumulada y quedase primero. En ese partido, Lora participó en el primer gol con un centro que cruzó el área sin peligro, dejándolo luego a los pies de Irven Ávila para que este asistiese a Marcos Riquelme para el 1-0 momentáneo. En la fecha siguiente, Sporting Cristal empataría 1-1 contra Sport Boys y se consagraría el primer lugar del acumulado con 58 puntos, logrando este hecho por tres veces consecutivas con el club desde que llegó al primer equipo en 2019. Se consagró subcampeón de la Fase 2 de la Liga 1 y clasificó a la fase de grupos de la Copa Libertadores 2022.
Tras ser pieza clave en toda la temporada su equipo disputaría la final nacional ante Alianza Lima, el 21 de noviembre, Lora fue convocado para jugar el partido de ida en el Estadio Nacional siendo Lora titular en el encuentro que terminó en derrota 1-0, Lora fue testigo del gol de Hernan Barcos tras barrerse tarde antes del remate de este, fue sustituido en el minuto 58 por Johan Madrid. El 28 de noviembre fue convocado para disputar el partido de vuelta en el Estadio Nacional siendo su equipo local, Lora arranco desde el banco de suplentes e ingreso como substituto de Nilson Loyola en el minuto 68 siendo de buenas intervenciones en lo que restaba del partido, entre ellas un centro a Christofer Gonzales que pudo acabar en penal, pero terminó en discordia. Finalmente tras tantos intentos el partido terminó en empate 0-0 consagrándose subcampeón con Sporting Cristal.

#### Copa Libertadores 2021
El cuadro celeste disputó durante abril el torneo continental como campeón peruano, debutando como local contra Sao Paulo perdiendo 0-3. En este partido, Lora ingreso a los 82 minutos sustituyendo a Johan Madrid y en el final del partido recibió una tarjeta amarilla. Para la siguiente fecha se enfrenta contra Racing Club de visita, volviendo a la derrota con un 2-1, Jhilmar Lora fue nuevamente suplente e ingreso a los 80 minutos sustituyendo a Johan Madrid. Para la tercera fecha consigue un empate contra Rentistas de visita en el Centenario de Uruguay en ese partido Lora fue titular,  el partido concluyó 0-0. Para los partidos de vuelta se enfrenta a Racing Club de local perdiendo 0-2 en un partido donde Lora siguió siendo titular. Para la penúltima fecha se vuelve a enfrentar a Rentistas de local consiguiendo su primera victoria por 2-0 con goles de Alejandro Hohberg y Martin Távara, en ese partido Jhilmar Lora fue titular otra vez. En la última fecha se enfrentó a Sao Paulo de visita en el Estadio Morumbi donde perdería por 0-3, en ese partido Jhilmar Lora fue titular y recibió una tarjeta amarilla al minuto 41. Sporting Cristal terminó tercero del grupo E de la Copa Libertadores con 4 puntos, por tanto clasificaron a los octavos de final de la Copa Sudamericana.

#### Copa Sudamericana 2021
El cuadro celeste disputó durante julio el torneo sudamericano como mejor tercero del grupo E de la Copa Libertadores, debutando como local en el Estadio Nacional de Lima contra Arsenal ganando 2-1. En ese partido, Lora fue titular, en el partido de vuelta, Lora jugó de titular y cuando Cristal estaba quedando eliminada, Lora en la banda izquierda saca un enganche y centro al área que rebota en el defensor, Gastón Suso y le deja para que Christopher Gonzales haga su gol y empate el partido. Con el resultado final, 1-1 su equipo pasó a los cuartos de final.
Para el partido de ida de los cuartos de final contra Peñarol en el Estadio Nacional del Perú, Lora jugó de titular en la derrota 1-3 de Sporting Cristal, en ese partido Lora fue amonestado con la tarjeta amarilla en el minuto 51. En el partido de vuelta, Lora jugó de titular en el Estadio Campeón del Siglo, con el resultado final, 0-1 su equipo quedaría eliminado en cuartos de final en un global de 1-4.

#### Copa Bicentenario 2021
Tras su llamado a la Selección Peruana para afrontar la Copa América se perdió los octavos de final, cuartos de final y semifinales con Sporting Cristal.
Jhilmar Lora jugó la final de la Copa Bicentenario como titular, en toda la Copa estuvo ausente por su paso en la selección peruana en la Copa América; sin embargo el director técnico Roberto Mosquera decidió ponerlo de titular. El partido finalizó 2-1 a favor de Sporting Cristal  y se lograría la primera Copa Bicentenario del club en la segunda edición de la copa y sumando un título más para Lora.
Resumen según posiciones obtenidas a nivel club
| Torneo                   | Año                    | Club                   | Resultado              | Partidos | Goles | Asistencias |
| ------------------------ | ---------------------- | ---------------------- | ---------------------- | -------- | ----- | ----------- |
| Copa Libertadores Sub-20 | 2020                   | Sporting Cristal       | Fase de grupos         | 3        | 0     | 0           |
| Copa Libertadores        | 2021                   | Sporting Cristal       | Fase de grupos         | 6        | 0     | 0           |
| Copa Sudamericana        | 2021                   | Sporting Cristal       | Cuartos de final       | 4        | 0     | 0           |
| Copa Libertadores        | 2022                   | Sporting Cristal       | Fase de grupos         | 2        | 0     | 0           |
| Copa Libertadores        | 2023                   | Sporting Cristal       | Fase de grupos         | 10       | 2     | 1           |
| Total en fases finales   | Total en fases finales | Total en fases finales | Total en fases finales | 25       | 2     | 1           |

## Selección nacional

### Categorías juveniles
El 19 de noviembre de 2015, Jhilmar Lora fue seleccionado en la selección de fútbol sub-15 del Perú por el entrenador Juan José Oré, formando parte de la plantilla de Perú para el Campeonato Sudamericano de Fútbol Sub-15 de 2015 realizado en Colombia, jugando 4 partidos en el Grupo B. En la primera fecha se enfrenta contra Uruguay en el Estadio Municipal de Montería perdiendo 0-4. En el segundo partido en el mismo estadio se enfrenta contra Bolivia perdiendo 0-3. Para la tercera fecha enfrenta a Brasil perdiendo 1-6. En la penúltima y última fecha para Perú se enfrentaría contra Chile ganándole 3-1. Perú quedaría cuarto del Grupo B y octavo en la tabla general en ambos respectivamente con 3 puntos.
| 1  | 11 de agosto de 2015     | Villa Deportiva Nacional      | Perú - Uruguay           | 0 - 2 | Cuadrangular amistoso         |
| 2  | 13 de agosto de 2015     | Villa Deportiva Nacional      | Perú - Uruguay           | 0 - 1 | Cuadrangular amistoso         |
| 3  | 17 de agosto de 2015     | Villa Deportiva Nacional      | Perú - Atlético Nacional | 0 - 5 | Cuadrangular amistoso         |
| 4  | 19 de agosto de 2015     | Villa Deportiva Nacional      | Perú - Atlético Nacional | 1 - 2 | Cuadrangular amistoso         |
| 5  | 22 de septiembre de 2015 | Villa Deportiva Nacional      | Perú - Ecuador           | 0 - 1 | Partido amistoso              |
| 6  | 25 de septiembre de 2015 | Villa Deportiva Nacional      | Perú - Ecuador           | 2 - 2 | Partido amistoso              |
| 7  | 22 de noviembre de 2015  | Estadio Municipal de Montería | Perú - Uruguay           | 0 - 4 | Sudamericano de Fútbol Sub-15 |
| 8  | 24 de noviembre de 2015  | Estadio Municipal de Montería | Perú - Bolivia           | 0 - 3 | Sudamericano de Fútbol Sub-15 |
| 9  | 26 de noviembre de 2015  | Estadio Municipal de Montería | Perú - Brasil            | 1 - 6 | Sudamericano de Fútbol Sub-15 |
| 10 | 28 de noviembre de 2015  | Estadio Municipal de Montería | Perú - Chile             | 3 - 1 | Sudamericano de Fútbol Sub-15 |

#### Participaciones en Sudamericanos
| Torneo                      | Sede     | Resultado    | Partidos | Goles | Asist. |
| --------------------------- | -------- | ------------ | -------- | ----- | ------ |
| Sudamericano Sub-15 de 2015 | Colombia | Primera fase | 8        | 0     | 0      |

### Selección absoluta

#### Eliminatorias 2022
El 21 de mayo de 2021, Jhilmar Lora fue seleccionado por primera vez en la selección mayor de Perú por el entrenador Ricardo Gareca para disputar la doble fecha contra Colombia y Ecuador. Sin embargo a pesar de la convocatoria Lora no fue tomado en cuenta para los dos encuentros. Tras asistir con la selección peruana a la Copa América no fue convocado por Ricardo Gareca dado el 20 de agosto de 2021, para la fecha triple contra Uruguay y Venezuela y Brasil. El 29 de agosto Lora fue llamado de emergencia en la selección peruana para afrontar la fecha triple de las Eliminatorias Catar 2022 El 24 de septiembre de 2021 fue convocado para disputar la fecha triple contra Chile en Lima, Bolivia en La Paz y Argentina en Buenos Aires. Sin embargo a pesar de la convocatoria Lora fue suplente en dos de los tres encuentros. Tras la lesión de Luis Advíncula, el 14 de octubre del 2021 debutó absolutamente en la selección ante Argentina en el Estadio Antonio Vespucio Liberti y primera vez como titular donde perdió 1-0, Además se convirtió en el primer jugador peruano nacido en los años 2000 en debutar en una Clasificación de Conmebol para la Copa Mundial de Fútbol. El 29 de octubre del 2021 fue seleccionado por Ricardo Gareca para los encuentros entre Bolivia en Lima y Venezuela en Caracas. 

#### Copa América 2021
El 27 de abril el entrenador Ricardo Gareca presentó la lista preliminar de 50 convocados, entre ellos Lora. El 10 de junio de 2021 fue convocado por el entrenador para disputar la Copa América 2021 realizada en Brasil.
El 17 de junio Lora no fue tomado en cuenta para la jornada 2 de la fase de grupos con Perú, donde su país debutaría en el torneo perdiendo 0-4 ante Brasil. En la siguiente jornada fue suplente los 90 minutos ante Colombia donde Perú ganó 2-1, en el siguiente partido fue suplente todo el partido ante Ecuador donde su país sacó un empate 2-2 y en la última fecha de la fase de grupos ante Venezuela nuevamente fue suplente donde Perú ganó 1-0 y se quedó en el segundo lugar con 7 puntos.
En el partido de cuartos de final contra Paraguay, Jhilmar Lora debutaría con la selección absoluta ingresando por Aldo Corzo a los 90+2. El encuentro quedó 3-3 y Perú venció en penales. En el partido de semifinales contra Brasil, Lora ingreso en el minuto 75 por el defensor Aldo Corzo, Perú cayó derrotado 1-0. En el partido por el tercer puesto, Lora fue suplente donde la selección peruana se enfrentó a Colombia. En ese partido Jhilmar Lora ingreso en el minuto 77 por el defensor Aldo Corzo. Finalmente Perú obtuvo el cuarto lugar en la Copa América tras caer 3-2.

### Participaciones en Copa América
| Torneo            | Sede   | Resultado    | Partidos | Goles | Asist. |
| ----------------- | ------ | ------------ | -------- | ----- | ------ |
| Copa América 2021 | Brasil | Cuarto lugar | 3        | 0     | 3      |

### Participaciones en Eliminatorias a Copas del Mundo
| Eliminatorias                 | Sede            | Resultado | Partidos | Goles | Asist. |
| ----------------------------- | --------------- | --------- | -------- | ----- | ------ |
| Eliminatorias Mundial de 2022 | América del Sur | 5.º lugar | 1        | 0     | 0      |

### Partidos con la selección de Perú
| 1 | 2 de julio de 2021    | Goiania        | Perú - Paraguay     | 3(4) - (3)3 | Copa América 2021                   |
| 2 | 5 de julio de 2021    | Río de Janeiro | Brasil- Perú        | 1 - 0       | Copa América 2021                   |
| 3 | 9 de julio de 2021    | Brasilia       | Colombia- Perú      | 3 - 2       | Copa América 2021                   |
| 4 | 14 de octubre de 2021 | Buenos Aires   | Argentina- Perú     | 1 - 0       | Clasificación al Mundial Catar 2022 |
| 5 | 16 de enero de 2022   | Lima           | Perú - Panamá       | 1- 1        | Amistoso                            |
| 6 | 20 de enero de 2022   | Lima           | Perú - Jamaica      | 3 - 0       | Amistoso                            |
| 7 | 16 de junio de 2023   | Busan          | Corea del Sur- Perú | 0 - 1       | Amistoso                            |
| 8 | 20 de junio de 2023   | Osaka          | Japón- Perú         | 4 - 1       | Amistoso                            |

## Estadísticas

### Clubes
| Club | Div.          | Temporada     | Liga  | Liga  | Liga   | Copas nacionales(1) | Copas nacionales(1) | Copas nacionales(1) | Torneos internacionales(2) | Torneos internacionales(2) | Torneos internacionales(2) | Total(3) | Total(3) | Total(3) |
| Club | Div.          | Temporada     | Part. | Goles | Asist. | Part.               | Goles               | Asist.              | Part.                      | Goles                      | Asist.                     | Part.    | Goles    | Asist.   |
| --- | ------------- | ------------- | ----- | ----- | ------ | ------------------- | ------------------- | ------------------- | -------------------------- | -------------------------- | -------------------------- | -------- | -------- | -------- |
| Sporting Cristal · Perú | 1.ª           | 2019          | 1     | 0     | 0      | —                   | —                   | —                   | —                          | —                          | —                          | 1        | 0        | 0        |
| Sporting Cristal · Perú | 1.ª           | 2020          | 4     | 0     | 0      | —                   | —                   | —                   | —                          | —                          | —                          | 4        | 0        | 0        |
| Sporting Cristal · Perú | 1.ª           | 2021          | 14    | 0     | 4      | 1                   | 0                   | 0                   | 10                         | 0                          | 0                          | 34       | 0        | 4        |
| Sporting Cristal · Perú | 1.ª           | 2022          | 24    | 0     | 1      | —                   | —                   | —                   | 2                          | 0                          | 0                          | 26       | 0        | 1        |
| Sporting Cristal · Perú | 1.ª           | 2023          | 27    | 0     | 3      | —                   | —                   | —                   | 11                         | 2                          | 1                          | 37       | 2        | 3        |
| Sporting Cristal · Perú | 1.ª           | 2024          | 26    | 0     | 1      | —                   | —                   | —                   | 2                          | 0                          | 1                          | 6        | 0        | 2        |
| Sporting Cristal · Perú | 1.ª           | 2025          |       |       |        |                     |                     |                     |                            |                            |                            |          |          |          |
| Sporting Cristal · Perú | Total club    | Total club    | 96    | 0     | 9      | 1                   | 0                   | 0                   | 25                         | 2                          | 2                          | 108      | 2        | 11       |
| Total carrera | Total carrera | Total carrera | 96    | 0     | 9      | 1                   | 0                   | 0                   | 25                         | 2                          | 2                          | 108      | 2        | 11       |
| (1) Incluye datos de Copa Bicentenario. (2) Incluye datos de Copa Libertadores y Copa Sudamericana. (3) No incluye goles en partidos amistosos. |               |               |       |       |        |                     |                     |                     |                            |                            |                            |          |          |          |

### Selección nacional
| Selección                                                                          | Temporada     | Amistosos | Amistosos | Sudamérica(1) | Sudamérica(1) | Mundial | Mundial | Total | Total |
| Selección                                                                          | Temporada     | Part.     | Goles     | Part.         | Goles         | Part.   | Goles   | Part. | Goles |
| ---------------------------------------------------------------------------------- | ------------- | --------- | --------- | ------------- | ------------- | ------- | ------- | ----- | ----- |
| Sub-15 · Perú                                                                      | 2015          | 6         | 0         | 4             | 0             | —       | —       | 10    | 0     |
| Sub-15 · Perú                                                                      | Total         | 6         | 0         | 4             | 0             | 0       | 0       | 10    | 0     |
| Adulta · Perú                                                                      | 2021          | 0         | 0         | 4             | 0             | —       | —       | 4     | 0     |
| Adulta · Perú                                                                      | 2022          | 2         | 0         | 0             | 0             | —       | —       | 2     | 0     |
| Adulta · Perú                                                                      | 2023          | 2         | 0         | 0             | 0             | —       | —       | 2     | 0     |
| Adulta · Perú                                                                      | Total         | 2         | 0         | 4             | 0             | 0       | 0       | 8     | 0     |
| Total carrera                                                                      | Total carrera | 8         | 0         | 8             | 0             | 0       | 0       | 18    | 0     |
| (1) Incluye datos del Sudamericano y Clasificatorias Sudamericanas / Copa América. |               |           |           |               |               |         |         |       |       |

### Resumen estadístico
| Competición           | Partidos | Goles | Asistencias |
| --------------------- | -------- | ----- | ----------- |
| Primera División      | 96       | 0     | 7           |
| Copas nacionales      | 1        | 0     | 0           |
| Copas internacionales | 25       | 2     | 2           |
| Selección adulta      | 8        | 0     | 0           |
| Selección sub-15      | 10       | 0     | 2           |
| Total                 | 140      | 2     | 11          |

## Palmarés

### Torneos cortos
| Título          | Club             | País | Año  |
| --------------- | ---------------- | ---- | ---- |
| Torneo Apertura | Sporting Cristal | Perú | 2021 |

### Campeonatos nacionales
| Título                    | Club             | País | Año  |
| ------------------------- | ---------------- | ---- | ---- |
| Primera División del Perú | Sporting Cristal | Perú | 2020 |
| Copa Bicentenario         | Sporting Cristal | Perú | 2021 |

### Distinciones individuales
| Distinción                                                            | Año  |
| --------------------------------------------------------------------- | ---- |
| Jugador del partido entre Sporting Cristal y Sport Boys por Liga 1    | 2021 |
| Once ideal de la fecha 2 de la Fase 1 de la Liga 1.                   | 2021 |
| Once ideal de la fecha 3 de la Fase 1 de la Liga 1.                   | 2021 |
| Once ideal de la fecha 6 de la Fase 1 de la Liga 1.                   | 2021 |
| Once ideal de la Fase 1 de la Liga1 Betsson.                          | 2021 |
| Once ideal de la fecha 1 de la Fase 2 de la Liga 1.                   | 2021 |
| Jugador del partido entre Sporting Cristal y Universitario por Liga 1 | 2021 |
| Once ideal de la fecha 4 de la Fase 2 de la Liga 1.                   | 2021 |
| Once ideal de la fecha 11 de la Fase 2 de la Liga 1.                  | 2021 |
| Mejor once de la Liga 1 según la SAFAP                                | 2021 |
| Once ideal de la Liga 1                                               | 2021 |

### Copa América
- Jugador peruano más joven en debutar en una Copa América en el siglo XXI[74]
- Primer jugador peruano del siglo XXI en debutar en una Copa América.[75]

### Eliminatorias
- Primer jugador peruano del siglo XXI en debutar en una Clasificación de Conmebol para la Copa Mundial de Fútbol.[55]